# Schweinsberg (Berg)

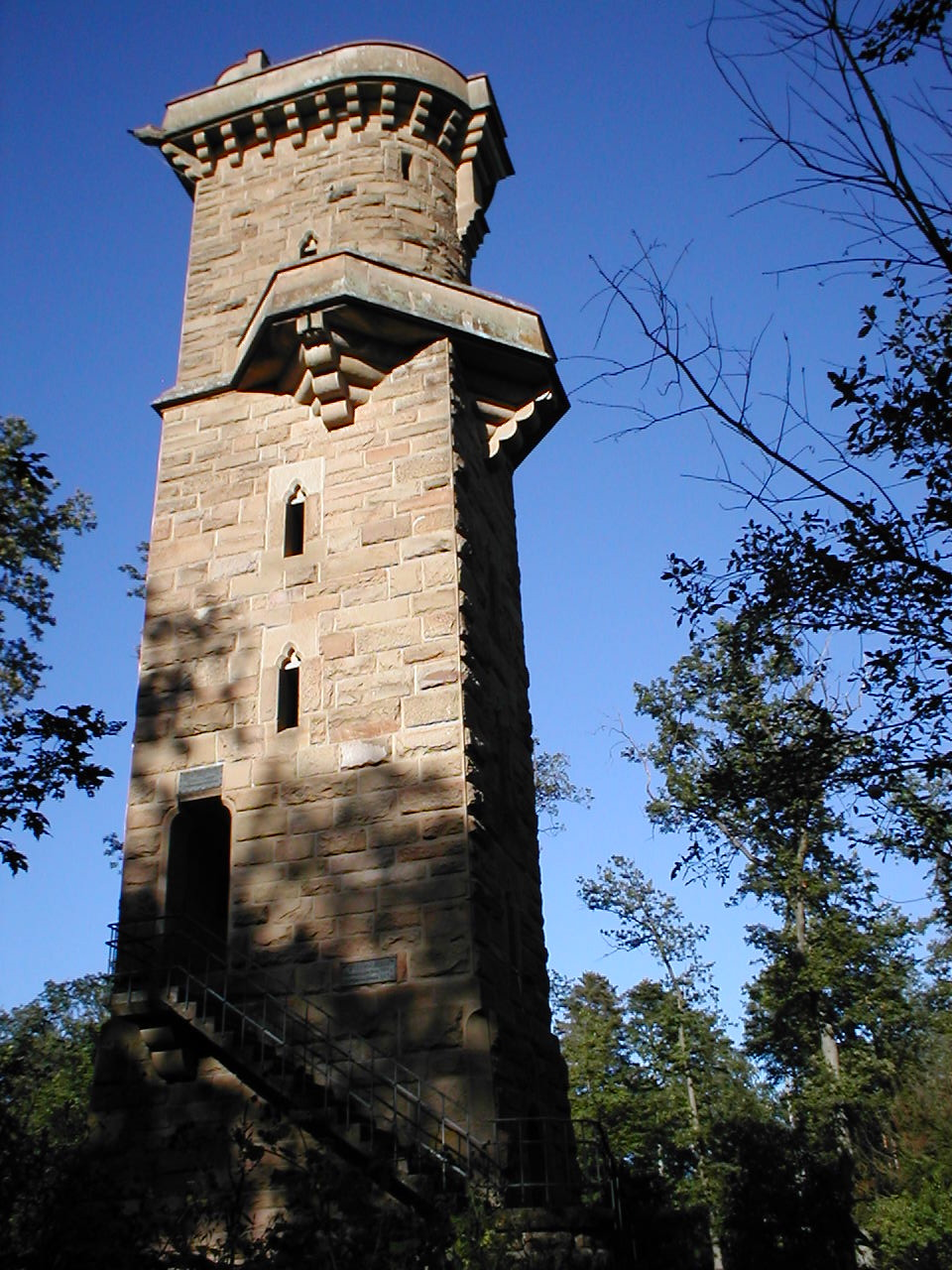
Aussichtsturm Schweinsbergturm

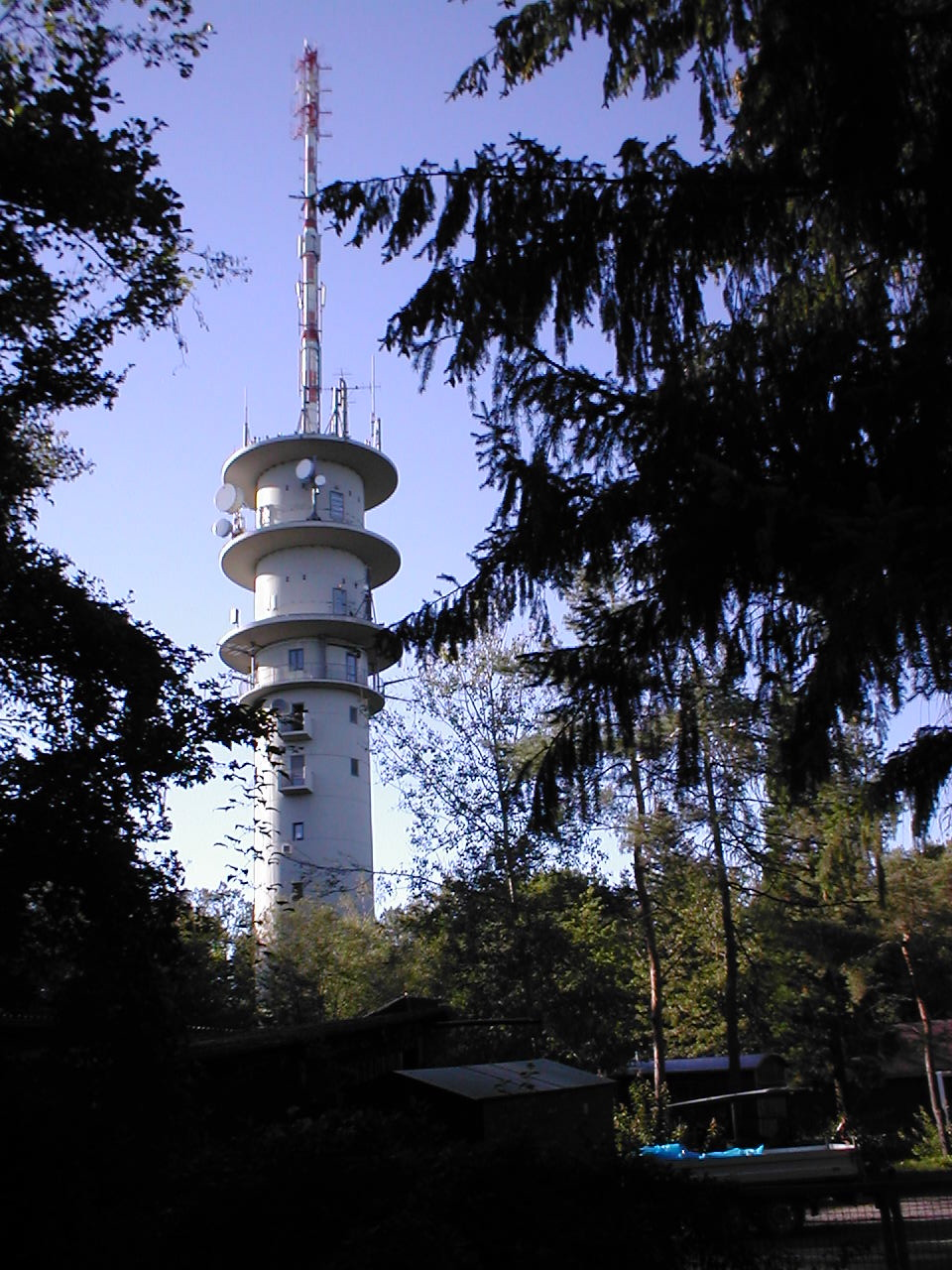
Fernmeldeturm Heilbronn

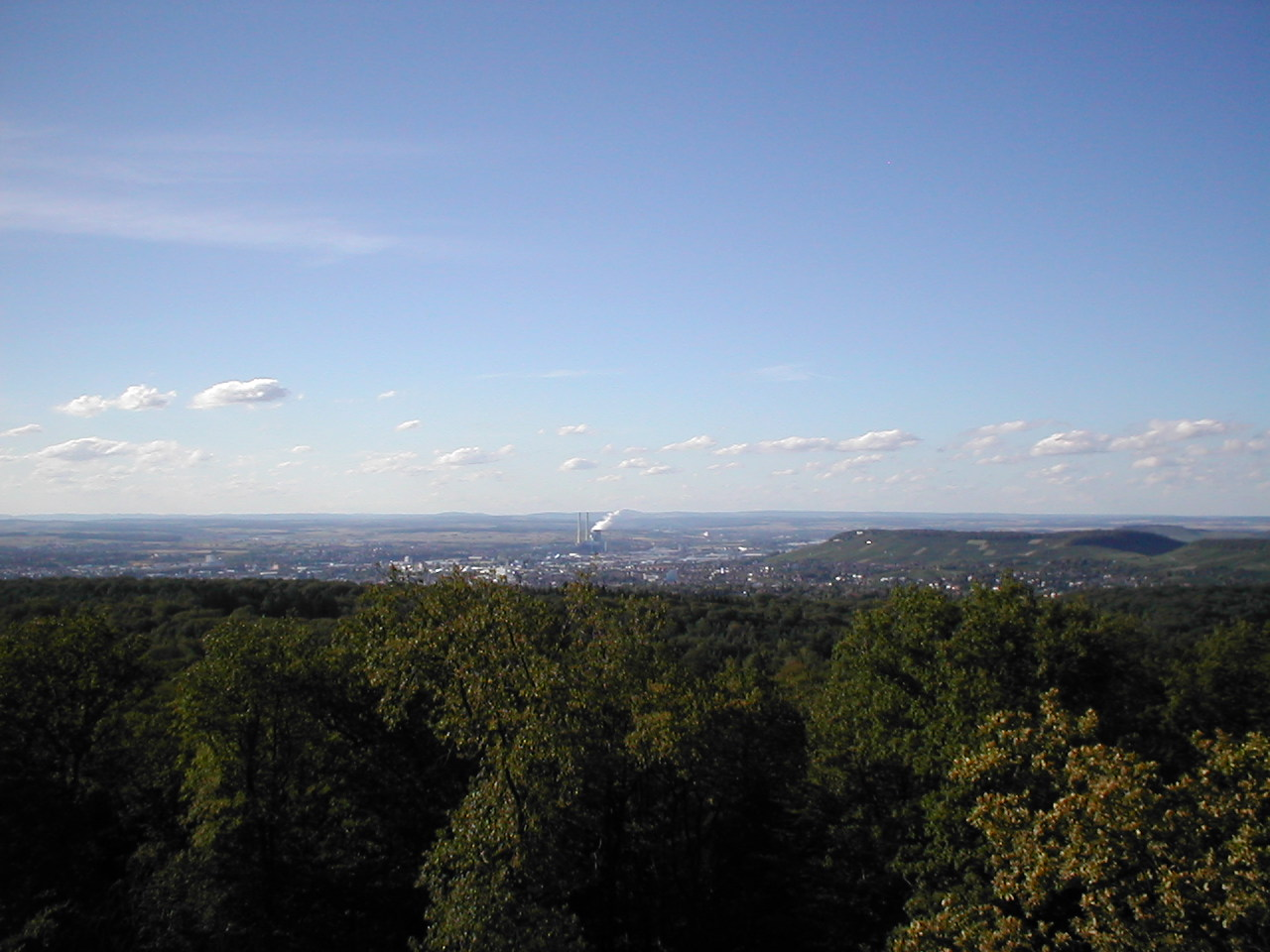
Blick vom Schweinsbergturm über Heilbronn; rechts der Wartberg

Der Schweinsberg im Stadtgebiet von Heilbronn in Baden-Württemberg ist eine 372,8 m ü. NHN hohe Erhebung der Heilbronner Berge und weist nach dem Reisberg (378 m) den zweithöchsten Punkt im Gebiet der kreisfreien Stadt auf.

## Geographische Lage
Der Schweinsberg liegt im Süden der Heilbronner Berge rund 4 km südsüdöstlich der Heilbronner Innenstadt und etwa 1,5 km (je Luftlinie) nordwestlich von Donnbronn, einem Ortsteil von Untergruppenbach. Er ist Teil des Landschaftsschutzgebiets Galgenberg–Schweinsberg–Staufenberg. Jeweils zwischen Heilbronn und Donnbronn führen die Landesstraße 1111 im Süden und die Kreisstraße 9550 im Osten am Berg vorbei.

## Geschichte
Auf dem Schweinsberg sind mehrere Grabhügel aus der Bronzezeit erhalten. Die Gräber wurden von dem Heilbronner Historiker Alfred Schliz erforscht. Da die meisten Gräber geöffnet wurden, sehen diese heute nicht mehr wie Hügel aus, sondern gleichen Kratern. Die Grabfunde gingen bei der Zerstörung des Schlizmuseums beim Luftangriff auf Heilbronn am 4. Dezember 1944 verloren. Ähnliche Gräber auf Heilbronner Gemarkung befinden sich östlich des Wartbergturms, südlich des Jägerhauses, bei der Waldheide und in der Urklinge.
Julius Cramer zufolge war der Schweinsberg im Jahr 368 Austragungsort der Schlacht bei Solicinium zwischen den Truppen des römischen Kaisers Valentinian I. und den Alamannen. Es werden aber auch andere Orte als Austragungsort der Schlacht vermutet.
Während des Pfälzischen Erbfolgekriegs ließ der Oberbefehlshaber der Reichstruppen, Markgraf Ludwig Wilhelm von Baden-Baden, zum besseren Schutz der Reichsstadt Heilbronn auf dem Schweinsberg zwei Erdschanzen als mögliche Artilleriestellungen anlegen, die nach ihm Ludwigsschanzen genannt werden.

## Türme

### Schweinsbergturm
Von 1874 bis 1883 befand sich auf dem Schweinsberg ein hölzerner, pyramidenförmiger Aussichtsturm des Heilbronner Verschönerungsvereins. Im Jahr 1886 erbaute der Verschönerungsverein etwa 80 m westlich des Berggipfels auf 367 m Höhe den 21 m hohen Schweinsbergturm (⊙), der in seiner historistisch-pittoresken Architektur den mittelalterlichen Burgen des Umlandes angeglichen wurde und heute unter Denkmalschutz steht. Von seiner Plattform auf 387 m Höhe bieten sich Aussichtsmöglichkeiten über das Heilbronner Becken und das Schozachtal mit der nahen Burg Stettenfels und weiteren Burgen.

### Fernmeldeturm Heilbronn
Etwa 160 m nordöstlich des Berggipfels steht seit 1954 der Fernmeldeturm Heilbronn (⊙) der Deutschen Telekom AG. Der Turm steht auf 371,1 m Höhe, ist im Rahmen seines Stahlbetonteils 46 m hoch und erreicht mit dem aufgesetzten Rundfunk-Sendemast eine Gesamthöhe von 89,2 m.

## Militäranlagen und Schweinsbergsiedlung
1935 wurde 600 m nordnordwestlich des Schweinsberggipfels ein Schießstand angelegt und 1939, etwa 400 m westlich davon, 28 Munitionsschuppen errichtet. Nach dem Zweiten Weltkrieg entstand aus den Munitionsschuppen die Schweinsbergsiedlung (max. ca. 315 m), in der zeitweise 170 Menschen eine primitive Unterkunft fanden. Die Siedlung wurde 1971 aufgelöst. Der Schießstand wurde 1967 vom Bund erworben und von den in Heilbronn stationierten amerikanischen Truppen verwendet. Der einst Aspelessträßle (nach dem Aspele, einer markanten Wegkreuzung) genannte Verbindungsweg zwischen Schweinsbergstraße und Donnbronner Straße heißt seit seinem Ausbau im Zuge der militärischen Nutzung Panzerstraße. Der inzwischen nicht mehr genutzte und größtenteils abgerissene Schießstand wurde renaturiert (Stand: Februar 2007).

## Hochbehälter Schweinsberg und Forstbetriebshof
Zwischen 180 und 230 m nordöstlich vom Gipfel des Schweinsberges befinden sich der 1971 fertiggestellte und 14.000 m³ Wasser fassende Hochbehälter Schweinsberg der Bodensee-Wasserversorgung sowie der Forstbetriebshof der Stadt Heilbronn.

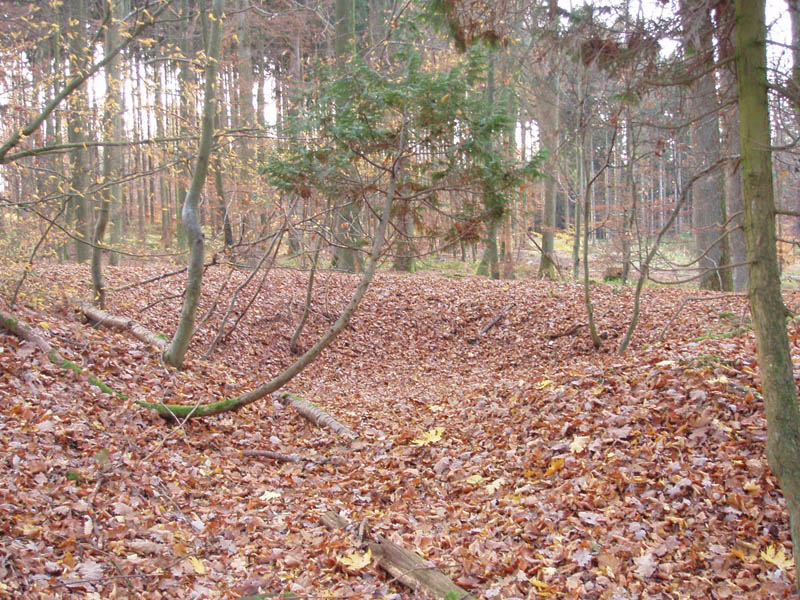
Überreste eines Hügelgrabs am Schweinsberg
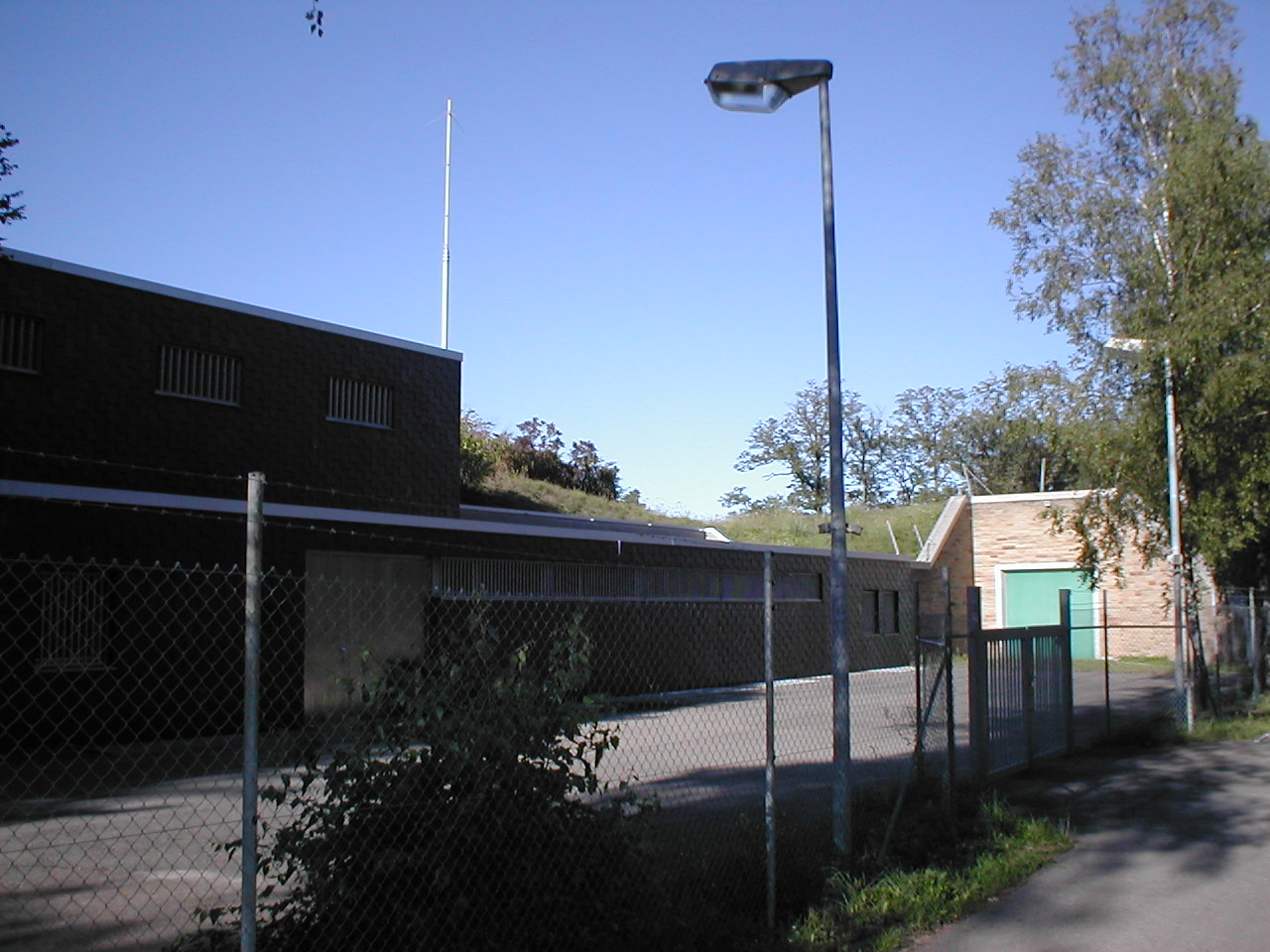
Wasserhochbehälter von 1971